# Chionaema metalleuca
Chionaema metalleuca är en fjärilsart som beskrevs av George Francis Hampson 1900. Chionaema metalleuca ingår i släktet Chionaema och familjen björnspinnare. Inga underarter finns listade i Catalogue of Life.